# Sigmund Herzberg-Fränkel
Sigmund Herzberg-Fränkel (* 7. März 1857 in Brody, Galizien, Kaisertum Österreich; † 19. September 1913 in Wien) war ein jüdisch-österreichischer Historiker und Journalist.

## Leben
Sein Vater war der Schriftsteller und Journalist Leo Herzberg-Fränkel. Sigmund Herzberg-Fränkel studierte Jurisprudenz an den Universitäten Wien, Göttingen und Berlin, wandte sich dann aber der Geschichtswissenschaft zu. An der Universität Wien wurde er 1880 promoviert. Er habilitierte sich 1887. Im Jahr 1893 wurde er zum außerordentlichen und 1895 zum ordentlichen Professor für allgemeine Geschichte an die Franz-Josephs-Universität Czernowitz berufen, die er 1905 als Rektor leitete. Als solcher war er von 1905 bis 1907 ex officio Abgeordneter im Bukowiner Landtag. Herzberg-Fränkel beschäftigte sich vor allem mit der Geschichte des Mittelalters und den Historischen Hilfswissenschaften. Von 1887 bis 1899 war er auch als Feuilletonist und Rezensent für die Wiener Zeitung tätig.